# Porrentruy (stacja kolejowa)
Porrentruy (fra: Gare de Porrentruy) – stacja kolejowa w Porrentruy, w kantonie Jura, w Szwajcarii. Znajduje się na zarządzanej przez SBB-CFF-FFS linii Delémont – Delle.
Porrentruy jest obsługiwane przez kilka linii: linie regionalne z Bonfol do Delle na granicy francuskiej i do Biel/Bienne. Stanowi również stację końcową dla linii S3 Regio S-Bahn Basel.

## Linie kolejowe
- Delémont – Delle